# Hugo Celmiņš
Hugo Celmiņš (ur. 30 października 1877 w Lubānie w Inflantach, zm. 30 lipca 1941 w Moskwie) – łotewski polityk ludowy, dyplomata, dwukrotny premier, burmistrz Rygi (1931–1935) oraz łotewski poseł w Berlinie (1935–1938). 

## Życiorys
W 1903 ukończył studia agronomiczne w Rydze, naukę kontynuował w Bernie. Podczas studiów zaangażował się działalność łotewskiej korporacji "Talavija". Od 1907 do 1913 redagował wydawane w Rydze łotewskie pismo "Baltijas Lauksaimnieks" (Rolnik Bałtycki). 
Od 1904 oficer armii rosyjskiej, walczył po stronie Rosji w I wojnie światowej. W 1915 wzięty do niewoli przez Niemców. W 1919 przystąpił do nowo utworzonej armii łotewskiej walcząc z wojskami bolszewickimi. 
W kwietniu 1920 wybrano go do łotewskiej konstytuanty (Satversmes sapulce) z ramienia Związku Chłopskiego (Latvijas Zemnieku Savienība, LZS) Karlisa Ulmanisa. Sprawował liczne funkcje ministerialne w kolejnych rządach: był ministrem rolnictwa (1920–1921) i oświaty (1923–1924). 
Dwukrotnie stał na czele rządu: pierwszy raz od 19 grudnia 1924 do 23 grudnia 1925, później od 1 grudnia 1928 do 26 marca 1929. 
Po odejściu z Sejmu został w 1931 burmistrzem Rygi. W 1935 rząd Kārlisa Ulmanisa wysłał go na placówkę dyplomatyczną do Berlina (w charakterze posła), był również reprezentantem Łotwy w Wiedniu i Hadze. 
W lipcu 1940 próbował swych sił w wyborach do Sejmu Ludowego Łotwy, jednak lista której przewodził została unieważniona przez władze, a sam Celmiņš w październiku 1940 aresztowany przez NKWD, skazany na karę śmierci i rozstrzelany w miejscu egzekucji Kommunarka pod Moskwą 30 lipca 1941.

## Odznaczenia
- Order Trzech Gwiazd I, II i III klasy (Łotwa)[1]
- Order Pogromcy Niedźwiedzia III klasy (Łotwa)[1]
- Order Świętego Stanisława III klasy (Imperium Rosyjskie)[1]
- Order Świętej Anny III klasy (Imperium Rosyjskie)[1]
- Order Białej Róży Finlandii I klasy (Finlandia)[1]
- Orderem Krzyża Orła I klasy (1931, Estonia)[1]
- Order Wielkiego Księcia Giedymina (Litwa)[1]
- Wielka Wstęga Orderu Odrodzenia Polski (Polska)[1]
- Krzyż Wielki Legia Honorowa (Francja)[1]